# Astragalus pseudofragiferus
Astragalus pseudofragiferus là một loài thực vật có hoa trong họ Đậu. Loài này được Tietz miêu tả khoa học đầu tiên.